# Lolita (1962)
Lolita (bra/prt: Lolita) é um filme de comédia dramático-romântica de 1962 dirigido por Stanley Kubrick baseado no romance homônimo escrito por Vladimir Nabokov em 1955. Nabokov também é creditado como autor do roteiro do filme.
A trama conta sobre um professor universitário de meia idade, Humbert Humbert, que se casa com a viúva Charlotte Haze, apenas para aproximar-se da enteada, Dolores Haze - "Lolita", pois desenvolveu uma atração sexual por essa jovem adolescente. O elenco do filme inclui James Mason como Humbert Humbert, Shelley Winters como Charlotte Haze, Peter Sellers como Clare Quilty, e a atriz principal, Sue Lyon, como Dolores Haze.
Devido às restrições impostas pelo Código Hays, o filme acentuou os elementos mais provocativos do livro, frequentemente deixando a interpretação para a imaginação da audiência. Importante mencionar que Sue Lyon, a atriz que interpretou Lolita, tinha 14 anos no período de filmagem do longa-metragem.
Lolita gerou opiniões divergentes entre os críticos contemporâneos, por conta da representação controversa do abuso sexual infantil. Anos após o lançamento do filme, Kubrick expressou dúvidas sobre a realização do mesmo, caso tivesse compreendido a severidade das restrições de censura referentes às questões éticas e artísticas que ele suscita. Apesar disso, o filme também foi elogiado pelos críticos e recebeu uma indicação ao Oscar de 1963 na categoria de Melhor Roteiro Adaptado. 

## Enredo
Professor britânico de meia-idade muda-se para os Estados Unidos e aluga um cômodo na casa de uma viúva carente, por cuja filha Dolores, de 14 anos, ele fica obcecado. Para ficar sempre próximo da menina, ele se casa com a viúva, que acaba morrendo. Ele vê, então, um caminho livre para seduzir a jovem, mas outros eventos interferem nos seus planos.

## Elenco
- James Mason como Humbert "Hum" Humbert
- Shelley Winters como Charlotte Haze-Humbert
- Sue Lyon como Dolores "Lolita" Haze
- Peter Sellers como Clare Quilty
- Gary Cockrell como Richard "Dick" Schiller
- Jerry Stovin como advogado John Farlow
- Diana Decker como Jean Farlow
- Lois Maxwell como enferm. Mary Lore
- Cec Linder como Dr. Keegee
- Bill Greene como George Swine
- Shirley Douglas como sra. Starch
- Marianne Stone como Vivian Darkbloom
- Marion Mathie como srta. Lebone
- James Dyrenforth como Frederick Beale
- Maxine Holden como srta. Fromkiss, a recepcionista do hospital
- John Harrison como Tom
- Colin Maitland como Charlie Sedgewick
- C. Denier Warren como Potts

## Produção

### Direção
Com o consentimento de Nabokov, Kubrick mudou a ordem em quais eventos se desdobraram por mover o que foi o final do romance para o início do filme, um dispositivo literário conhecido como in medias res. Kubrick determinou que enquanto isso sacrificou um grande final, isso ajudou a manter interesse, como ele acreditava que o interesse no romance caiu a meio caminho através de uma vez que Humbert foi bem-sucedido em seduzir Lolita.
A segunda metade contém uma odisseia através dos Estados Unidos e, embora o romance seja ambientado nos anos 1940, Kubrick o trouxe para uma configuração contemporânea, gravando muitas das cenas exteriores na Inglaterra com alguns cenários projetados por trás gravados nos Estados Unidos, incluindo o norte oriental de Nova Iorque, ao longo da NY 9N na oriental Adirondacks e uma vista do topo do morro de Albany de Rensselaer, na margem leste do Hudson. Algumas das menores partes foram interpretadas por atores canadenses e americanos, tais como Cec Linder, Lois Maxwell, Jerry Stovin e Diana Decker, que estavam baseados na Inglaterra na época. Kubrick teve que filmar na Inglaterra, como muito do dinheiro para financiar o filme não foi apenas levantado lá mas também teve que ser gastado lá. Em adição, Kubrick estava vivendo na Inglaterra na época, e sofria de um medo mortal de voar. Hilfield Castle destacou no filme como "Pavor Manor" de Quilty.

### Escolha do elenco
Mason foi a primeira escolha de Kubrick e produtor Harris para o papel de Humbert Humbert, mas ele inicialmente declinou devido para um envolvimento na Broadway enquanto recomendando sua filha, Portland, para o papel de Lolita.
O papel de Quilty  foi expandido em relação ao romance, tanto que Kubrick permitiu a Sellers adotar vários disfarces ao longo da trama. No início do filme, Quilty aparece como ele mesmo: um conceituado dramaturgo avant-garde com ar arrogante. Ao longo da trama ele se torna inquisitivo, como na varanda do hotel onde Humbert e  Lolita se hospedaram. Depois ele se transforma no intrusivo psicólogo da Beardsley High School, Doutor Zempf, que se esconde na sala da frente de Humbert para persuadi-lo a dar mais liberdade a Lolita.
Jill Haworth foi perguntada para tomar o papel de Lolita mas ela estava sob contrato para Otto Preminger e ele disse "não". Embora Vladimir Nabokov já pensasse em Sue Lyon no papel de Lolita, anos mais tarde ele declararia que a escolha ideal teria sido Catherine Demongeot, atriz francesa que interpretara Zazie em Zazie dans le métro (1960).

### Censura

Nesta cena do filme, Humbert joga xadrez com a mãe de Lolita como Lolita beija Humbert em boa noite. Sua linha na cena é "I take your Queen" sugestivo de seus planos em sua filha. Xadrez é um recorrente tema nos romances de Nabokov e um favorito passatempo do diretor Stanley Kubrick.

Na época que o filme foi lançado, o sistema de classificações não estava em efeito e o Código Hays, datando da volta para os anos 1930, governou a produção do filme. A censura da época inibiu a direção de Kubrick; Kubrick mais tarde comentou que, "por causa de toda a pressão sob o Production Code e a Catholic Legion of Decency na época, eu acredito que eu não suficientemente dramatizei o erótico aspecto do relacionamento de Humbert com Lolita. Se eu pudesse fazer o filme novamente, eu faria tido estressado o erótico componente de seu relacionamento com o mesmo peso que Nabokov fez." Kubrick sugeriu a natureza de seu relacionamento indiretamente, através do duplo sentido e pistas visuais tais como Humbert pintando os pés de Lolita. Em uma entrevista em 1972 da Newsweek (após o sistema de classificações ter sido introduzido no final de 1968), Kubrick disse que ele "provavelmente não teria feito o filme" tinha ele percebido em avanço como difícil os problemas de censura seriam.
O filme é deliberadamente vago sobre a idade de Lolita. Kubrick comentou: "Eu acho que algumas pessoas imaginavam uma menina de nove anos, mas Lolita tinha doze e meio no livro; Sue Lyon tinha treze." Na verdade, Sue completou 15 anos no decorrer das filmagens. Embora exibido sem cortes quando lançado, Lolita foi classificado como "X" (proibido para menores de 16 anos) pelo British Board of Film Classification.

### Narração voice-over
Humbert usa o termo "ninfeta" para descrever Lolita, qual ele explica e usa no romance; isso aparece duas vezes no filme e seu significado é deixado indefinido.

### Adaptação
A adaptação do roteiro é creditado para Nabokov, embora muito pouco do que ele providenciou (mais tarde publicado em uma encurtada versão) foi usado no filme em si. Nabokov, seguindo o sucesso do romance, mudou para Hollywood e escreveu um script para uma adaptação de filme entre março e setembro de 1960. O primeiro rascunho foi extremamente longo—mais de 400 páginas, para quais o produtor Harris remarcou "Você não poderia fazer isso. Você não poderia levantar isso". Nabokov permaneceu polido sobre o filme em público mas em uma entrevista de 1962 antes de ver o filme, comentou que isso pode virar para ser "as guinadas de um cênico passeio como percebido pelo passageiro horizontal de uma ambulância." Kubrick e Harris reescreveram o roteiro eles mesmos, escrevendo cuidadosamente para satisfazer as necessidades do censor.
No romance, o nome "Lolita" é um apelido secreto que Humbert deu a ela, enquanto no filme vários dos personagens a chamam assim. Vários críticos, como Susan Sweeney, observaram que, como ela nunca chama a si mesma de "Lolita", o apelido secreto de Humbert nega sua subjetividade.

#### Professor Humbert
O crítico Greg Jenkins acredita que Humbert, nesse filme, mostra uma compaixão que não existe no romance. Ele tem uma afável qualidade no filme, enquanto no romance ele pode ser percebido como muito mais repulsivo. Dois colapsos mentais de Humbert levando para estadias em sanatórios antes de conhecer Lolita são inteiramente omitidas no filme, como são seus iniciais relacionamentos mal sucedidos com mulheres de sua própria idade (quem ele refere no romance como "mulheres terrestres") através das quais ele tentou para estabilizar ele mesmo. Seus complexos ao longo da vida em torno de jovens meninas são largamente ocultados no filme, e Lolita parece mais velha que sua contraparte romanesca, ambas levando Jenkins para comentar "Uma história originalmente contada da borda de um abismo moral está rapidamente se movendo em direção ao terreno mais seguro." Em suma, o romance inicialmente configura Humbert como tanto mentalmente desequilibrado e obsessivamente fixado com jovens meninas em uma maneira que o filme nunca faz.
Jenkins nota que Humbert mesmo parece um pouco mais dignificado e contido que outros residentes de Ramsdale, particularmente a mãe agressiva de Lolita, em uma maneira que convida a audiência para simpatizar com Humbert. Humbert é retratado como alguém urbano e sofisticado preso em uma pequena cidade provincial povoada por pessoas levemente lascivas, um refugiado do Velho Mundo da Europa em uma especialmente crassa parte do Novo Mundo. Por exemplo, a professora de piano de Lolita vem através no filme como agressiva e predatória comparada para qual Humbert parece bastante contido.
Jenkins também nota que algumas das mais brutais ações de Humbert foram suprimidas no filme. Por exemplo, no romance ele ameaça mandar Lolita para um reformatório, enquanto no filme ele promete justamente o contrário. Ele também nota que o estilo da narrativa de Humbert no romance, embora elegante, é prolixa, desmedida, e rotunda, enquanto no filme isso é "suave e comedida".

##### Fixação de Humbert por adolescentes
A ideia que qualquer coisa conectada com jovens meninas motivou Humbert a aceitar o trabalho como professor de Literatura Francesa em Beardsley College e mudar para Ramsdale ao todo é inteiramente omitido do filme. No romance ele primeiro encontra acomodações com a família McCoo. Ele aceita o magistério porque os McCoos tem uma filha de doze anos, uma potencial "enigmatic nymphet whom [he] would coach in French and fondle in Humbertish." Entretanto, a casa McCoo acontece para incendiar abaixo nos poucos dias antes para sua chegada, e isto é quando Sra. Haze oferece para acomodar Humbert.

##### Atitudes de Humbert para Charlotte
Susan Bordo tem notado que em ordem para mostrar o insensível e cruel lado da personalidade de Humbert inicialmente no filme, Nabokov e Kubrick tem mostrado adicionais maneiras em quais Humbert comporta monstruosamente em direção a sua mãe, Charlotte Haze. Ele zomba de sua declaração de amor em direção a ele, e toma um agradável banho após sua acidental morte. Isso efetivamente substitui os voice-overs em quais ele discute seus planos para seduzir e molestar Lolita como um meio de estabelecer Humbert como manipulador, calculista, e egoísta. Entretanto, Greg Jenkins tem notado que a resposta de Humbert para a nota de amor de Charlotte no filme ainda é muito mais amável que aquela no romance, e que o filme vai para significativos comprimentos para fazer Charlotte desagradável.

#### Expansão de Clare Quilty
Papel de Quilty é grandemente magnificado no filme e trazido para o primeiro plano da narrativa. No romance Humbert pega apenas breves incompreendidos relances de seu nêmesis antes de sua final confrontação na casa de Quilty, e o leitor encontra sobre Quilty mais tarde na narrativa junto com Humbert. Papel de Quilty na história é feito totalmente explícito do início do filme, ao invés de ser um twist surpresa escondido perto do final do conto. Em uma entrevista de 1962 com Terry Southern, Kubrick descreve sua decisão para expandir o papel da Quilty, dizendo "logo abaixo da superfície da história era este forte fio narrativo secundário possível—porque após Humbert seduzir ela no motel, ou melhor após ela seduzir ele, a grande questão tem sido respondida—então isso foi bom para ter esta narrativa de mistério continuando após a sedução." Isso magnifica o tema do livro de Quilty como um sombrio duplo de Humbert, espelhando todas as piores qualidades de Humbert, um tema qual preocupou Kubrick.
O filme abre com uma cena perto do fim da história, o assassinato de Quilty por Humbert. Isto significa que o filme mostra Humbert como um assassino antes de nos mostrar Humbert como um sedutor de menores, e o filme define o visualizador para enquadrar o seguinte flashback como uma explanação para o assassinato. O filme então vai para trás para o primeiro encontro de Humbert com Charlotte Haze e continua cronologicamente até a final cena de assassinato ser apresentada uma vez mais. O livro, narrado por Humbert, apresenta eventos em ordem cronológica, do bom início, abrindo com a vida de Humbert como uma criança. Enquanto Humbert dá dicas ao longo do romance que ele tem cometido assassinato, suas atuais circunstâncias não são descritas até perto do fim. Bret Anthony Johnston da NPR nota que o romance é uma espécie de um invertido mistério de assassinato: o leitor sabe que alguém tem sido morto, mas o leitor tem que esperar para encontrar quem a vítima é. Similarmente, o guia de leitura online da editora Doubleday para Lolita nota "o mistério da identidade de Quilty transforma este romance em um tipo de história de detetive (em qual o protagonista é tanto detetive e criminoso)." Este efeito é, claro, perdido no filme de Kubrick.
No romance, Senhorita Pratt, a diretora da escola em Beardsley, discute com Humbert questões comportamentais de Dolores e entre outras coisas persuadir Humbert para permitir ela para participar no grupo de dramática, especialmente uma próxima peça. No filme, este papel é substituído por Quilty disfarçado como um psicólogo da escola nomeado "Dr. Zempf". Este disfarce não aparece no romance em todo. Em ambas versões, uma afirmação é feita que Lolita parece para ser "sexualmente reprimida", como ela misteriosamente não tem interesse em meninos. Tanto Dr. Zempf e Senhorita Pratt expressam a opinião que este aspecto de sua juventude deve ser desenvolvido e estimulado por namorar e participar nas atividades sociais da escola. Enquanto Pratt principalmente quer Humbert para deixar Dolores geralmente no grupo dramático, Quilty (como Zempf) é especificamente focado na peça da escola (escrita por Quilty e produzida com alguma supervisão dele) qual Lolita tem secretamente treinado para (em ambos o filme e romance). No romance Senhorita Pratt ingenuamente acredita nessa conversa sobre "repressão sexual" de Dolores, enquanto Quilty em seu disfarce sabe a verdade. Embora Peter Sellers está interpretando apenas uma personagem neste filme, disfarce de Quilty como Dr. Zempf permite ele para empregar um zombado sotaque alemão que é essencialmente no estilo de atuação de Sellers.
Com consideração para esta cena, adaptação de 1981 para o palco do dramaturgo Edward Albee do romance segue o filme de Kubrick em vez de o romance.
O filme retêm o tema de Quilty do romance (anonimamente) incitando a consciência de Humbert em muitas ocasiões, embora os detalhes de como este tema é interpretado fora são bastante diferentes no filme. Ele tem sido descrito como "uma emanação da consciência culpada de Humbert", e Humbert descreve Quilty no romance como sua "sombra".
A primeira e última palavra do romance é "Lolita". Como crítico de cinema Greg Jenkins tem notado, em contraste para o romance, a primeira e última palavra do roteiro é "Quilty".

#### Contemplando o assassinato de Charlotte Haze
No romance, Humbert e Charlotte vão nadar no Lago Hourglass, onde Charlotte anuncia que ela vai enviar Lo fora para um bom colégio interno; aquela parte toma lugar na cama no filme. Contemplação de Humbert de possivelmente matar Charlotte similarmente toma lugar no Lago Hourglass no livro, mas em casa no filme. Essa diferença afeta o contemplado método de Humbert de matar Charlotte. No livro ele é tentado para afogar ela no lago, ao passo no filme ele considera a possibilidade de balear ela com uma pistola, enquanto na casa, em ambos cenários concluindo que ele poderia nunca trazer ele mesmo para fazer isso. Em sua biografia de Kubrick, Vincent LoBrutto nota que Kubrick tentou para recriar o Lago Hourglass em um estúdio, mas tornou-se desconfortável filmar tal uma pivô importante cena exterior no estúdio, então ele remodelou a cena para tomar lugar na casa. Susan Bordo nota que após a morte atual de Charlotte no filme, dois vizinhos veem a arma de Humbert e falsamente concluem que Humbert está contemplando suicídio, enquanto em fato ele tem sido contemplando matando Charlotte com isso.
A mesma tentativa de matar Charlotte aparece na seção "Deleted Scenes" do DVD do filme de 1997 (agora colocado de volta no Lago Hourglass). No romance Humbert realmente considera matar Charlotte e mais tarde Lolita acusa Humbert de ter deliberadamente matado ela. Apenas a primeira cena está no filme de 1962 e apenas a última cena aparece no filme de 1997.

#### Amigos de Lolita na escola
A amiga de Lolita, Mona Dahl, é uma amiga em Ramsdale (a primeira metade da história) no filme e desaparece bem cedo na história. No filme, Mona é simplesmente a anfitriã de uma festa qual Lolita abandona inicialmente na história. Mona é uma amiga de Lolita em Beardsley (a segunda metade da história) no romance. No romance Mona é ativa na peça da escola, Lolita conta histórias de Humbert sobre a vida amorosa de Mona, e Humbert nota que Mona tem "muito que deixado" para ser (se sempre ela foi) uma "ninfeta". Mona tem já tido um caso com um fuzileiro naval e parece para estar flertando com Humbert. Ela mantêm segredos de Lolita e ajuda Lolita a mentir para Humbert quando Humbert descobre que Lolita tem estado faltando em suas lições de piano. No filme, Mona na segunda metade parece para ter sido substituída por uma "Michele", que está também na peça e tendo um caso com um fuzileiro naval e apoia as lorotas de Lolita para Humbert. Crítico de cinema Greg Jenkins afirma que Mona tem simplesmente sido inteiramente eliminada do filme.
Humbert suspeita que Lolita está desenvolvendo um interesse em meninos em vários momentos ao longo da história. Ele suspeita de nenhum em particular no romance. No filme, ele duas vezes suspeita de um par de meninos, Rex e Roy, que saem fora com Lolita e sua amiga Michele. No romance, Mona tem um amigo nomeado Roy.

#### Outras diferenças
No romance, a primeira mutual atração entre Humbert e Lolita começa porque Humbert assemelha uma celebridade que ela gosta. No filme, isso ocorre em um drive-in de filme de horror quando ela agarra sua mão. A cena é de The Curse of Frankenstein de Christopher Lee quando o monstro remove sua máscara. Christine Lee Gengaro propõe que isto sugere que Humbert é um monstro em uma máscara, e a mesma teoria é desenvolvida em grande extensão por Jason Lee. Como no romance, Lolita mostra afeição por Humbert antes que ela parta para o acampamento de verão.
No romance, tanto o hotel em qual Humbert e Dolores primeiro têm relações e a peça de palco por Quilty por qual Dolores prepara para performar em sua escola é chamada The Enchanted Hunter. Entretanto, no romance a diretora da escola Pratt erroneamente refere para a peça como The Hunted Enchanter. No filme de Kubrick, o hotel beira o mesmo nome como no romance, mas agora a peça realmente é chamada The Hunted Enchanter. Ambos nomes são estabelecidos apenas através de sinalização – o banner para a convenção da polícia no hotel e o letreiro para a peça – os nomes nunca são mencionados em diálogo.
Os relacionamentos entre Humbert e outras mulheres, antes e após Lolita são omitidos do filme. Greg Jenkins vê isso como parte da tendência geral de Kubrick para simplificar suas narrativas, também notando que o romance portanto nos dá uma visão mais "temperada" do gosto de Humbert em mulheres.
Apenas o filme tem uma convenção da polícia no hotel onde Humbert permite Lolita para seduzir ele. Estudioso de Kubrick, Michel Ciment vê isso como típico da tendência geral de Kubrick para atacar figuras de autoridade.
Lolita completa a peça da escola (escrita por Clare Quilty) no filme, mas cai fora antes de terminar isso no romance. No filme, nós vemos que a peça de Quilty tem sugestivo simbolismo, e a confrontação de Humbert com Lolita sobre seu desaparecimento de suas lições de piano ocorre após sua triunfal estreia na estreia da peça.

## Trilha sonora
A trilha sonora foi composta por Nelson Riddle (o principal tema foi por Bob Harris). O recorrente número de dança primeiro ouvido no rádio quando Humbert encontra Lolita no jardim mais tarde se tornou um hit single sob o nome "Lolita Ya Ya" com Sue Lyon creditada com o canto na versão single. O outro lado foi uma canção light rock estilo anos 60 chamada "Turn off the Moon" também cantada por Sue Lyon. "Lolita Ya Ya" foi mais tarde gravada por outras bandas; isso foi também um hit single para The Ventures, alcançando 61 na Billboard e então sendo incluída em muitos de seus álbuns de compilação. Em sua biografia de The Ventures, Del Halterman cita um revisor não nomeado do CD de re-lançamento da original trilha sonora de Lolita como dizendo "O destaque é a mais frívola faixa, 'Lolita Ya Ya', um enlouquecidamente insípido e cativante instrumental com vocais sem sentido que vêm através como uma simultaneamente viciosa e bem-humorada paródia dos elementos catequistas do rock and roll do início dos sessenta."

## Recepção
Lolita estreou em 13 de junho, 1962, na Cidade de Nova Iorque (a data de copyright na tela é 1961). Isso performou justamente bem, com pouca publicidade confiando maioritariamente na palavra de boca; muitos críticos pareceram desinteressados ou desconsiderados do filme enquanto outros deram nisso incandescentes comentários. Entretanto, o filme foi muito controverso, devido para o conteúdo relacionado a hebefilia.
Entre as revisões positivas, Bosley Crowther do The New York Times escreveu que o filme foi "conspicuamente diferente" do romance e teve "algumas estranhas confusões de estilo e humor," mas nunca ao menos teve "um raro poder, um truncado mas muitas vezes movendo puxando em direção a uma comunicação fora do ritmo." Richard L. Coe de The Washington Post chamou isso "um peculiar filme brilhante," com um tom "não de ódio, mas de verdadeiro zombamento. Diretor e ator têm um ponto de vista sobre a vida moderna que não é lisonjeiro mas isso não é desprezível, tampouco. Isso é arrependimento pela comédia humana." Philip K. Scheuer do Los Angeles Times declarou que o filme "articula para atingir picos de comédia estridente dissonantes mas sob um nível adulto, que são raros realmente, e ao mesmo tempo para sublinhar a tragédia na comunicação humana, comunhão humana, entre pessoas que tiveram pegos seus sinais desesperançosamente cruzados." The Monthly Film Bulletin escreveu que os temas primários do filme eram "obsessão e incongruidade," e desde que Kubrick foi "um diretor intelectual com pouco sentimento para tensão erótica ... um é o mais prontamente disposto para aceitar a abordagem alternativa de Kubrick como legítima."  Em uma geralmente revisão positiva para The New Yorker, Brendan Gill escreveu que "Kubrick é maravilhosamente autoconfiante; sua câmera tendo concebido para nós dentro dos primeiros cinco minutos que isso pode performar qualquer maravilhas que seu mestre pode exigir disso, ele procede para oferecer para nós uma sucessão de cenas amplamente esboçadas e amplamente atuadas para risadas, e rir nós fazemos, não importando o como mórbido as circunstâncias." Arlene Croce em Sight & Sound escreveu que "Lolita é—em seu jeito—um bom filme." Ela encontrou o roteiro de Nabokov "um modelo de adaptação" e o elenco "quase perfeito," embora ela descreveu as tentativas de Kubrick ao erotismo como "perfunctório e mal orientado" e pensou que seu "dom para comédia visual é como desmaiar como sua representação de sensualidade."
Variety teve uma mista avaliação, chamando o filme "ocasionalmente divertido mas sem forma," e ligando isso para "uma abelha da qual o ferrão tem sido removido. Isso continua zumbindo com um tipo de promissória irreverência, mas isso falta no poder para chocar e eventualmente faz um ponto muito pequeno tanto como comédia ou sátira." Harrison's Reports foi negativo, escrevendo, "Você não tem que ser um emulador, arrumado tio de Dubuque para dizer que o filme deixa você com um sentimento que é repulsivamente repugnante em muita de sua narração," adicionando que "mesmo se o exibidor fizesse um dólar na reserva, ele pode sentir uma sensação de vergonha como ele pisa seu cansado caminho abaixo para o banco."
O filme tem sido elogiado por críticos ao longo do tempo, e atualmente tem uma pontuação de 91% no Rotten Tomatoes partindo de 43 revisões.
O filme foi um sucesso comercial. Produzido em orçamento de US$ 2 milhões, Lolita arrecadou US$ 9 250 000 domesticamente.

## Outras adaptações de filme
Lolita foi filmado novamente em 1997, dirigido por Adrian Lyne, estrelando Jeremy Irons como Humbert, Melanie Griffith como Charlotte e Dominique Swain como Lolita. O filme foi amplamente divulgado como sendo mais fiel a Nabokov que para o filme de Kubrick. Apesar de muitos críticos observarem essa fidelidade (tal como Erica Jong escrevendo em The New York Observer), o filme não foi tão bem recebido como a versão de Kubrick.

## Prêmios e indicações
| Prêmio             | Categoria                | Recipiente       | Resultado |
| ------------------ | ------------------------ | ---------------- | --------- |
| Oscar 1963         | Melhor roteiro adaptado  | Vladimir Nabokov | Indicado  |
| BAFTA 1963         | Melhor ator              | James Mason      | Indicado  |
| Globo de Ouro 1963 | Melhor direção           | Stanley Kubrick  | Indicado  |
| Globo de Ouro 1963 | Melhor ator - drama      | James Mason      | Indicado  |
| Globo de Ouro 1963 | Melhor ator coadjuvante  | Peter Sellers    | Indicado  |
| Globo de Ouro 1963 | Melhor atriz coadjuvante | Shelley Winters  | Indicada  |
| Globo de Ouro 1963 | Revelação feminina       | Sue Lyon         | Venceu    |